# Sítio arqueológico de Borrinhachos
O Sítio arqueológico de Borrinhachos corresponde a um povoado que terá sido ocupado desde a Idade do Ferro até ao período romano, situado no Município de Castro Verde, na região do Baixo Alentejo, em Portugal.

## Descrição e história
Os vestígios do habitat foram encontrados numa colina perto do Moinho dos Borrinhachos, com uma mancha de materiais nas vertentes. De acordo com o levantamento arqueológico feito em 1995, a área de dispersão de materiais era de cerca de 1 ha, tendo sido identificadas peças líticas e cerâmicas, incluindo utensílios e cerâmica de construção,  pertencendo aos períodos neolítico, calcolítico, da Idade do Ferro e romano. Durante trabalhos arqueológicos feitos em 1998, foram descobertas vários peças em cerâmica e um grande fragmento de dormente de mó manual.
Em 2016, o município de Castro Verde candidatou-se a reserva da biosfera da UNESCO, tendo o povoado dos Borrinhachos sido identificado como um importante exemplo da ocupação humana antiga no concelho.